# Kassita
Kassita (berbersky:ⴽⴰⵙⵉⵜⴰ, arabsky كاسيطا) je město na severovýchodě pohoří Ríf v Maroku. Žije zde přibližně 2 900 obyvatel. Nadmořská výška města je 697 metrů.